# Aesculap-Werke
Die Aesculap AG ist mit ihren rund 3.700 Mitarbeitern am Hauptsitz das größte Unternehmen Tuttlingens und stellt Medizinprodukte und Medizintechnik, speziell für die Chirurgie her.
Das Unternehmen bildet eine von drei Sparten des B. Braun Melsungen-Konzerns. Im Geschäftsjahr 2024 wurde ein Umsatz von 2,298 Milliarden Euro erwirtschaftet.
Aesculap ist Partner für operative und interventionelle Therapiekonzepte in der stationären und ambulanten Patientenversorgung. Dabei bündelt Aesculap sein Geschäft in folgende Therapiefelder: minimalinvasive Chirurgie, orthopädischer Gelenkersatz und regenerative Therapien, Wirbelsäulenchirurgie, Neurochirurgie, interventionelle Gefäßdiagnostik und -therapie, Sterilgutmanagement sowie Nahtmaterial und chirurgische Spezialitäten.

## Geschichte

### 1867 bis 1914

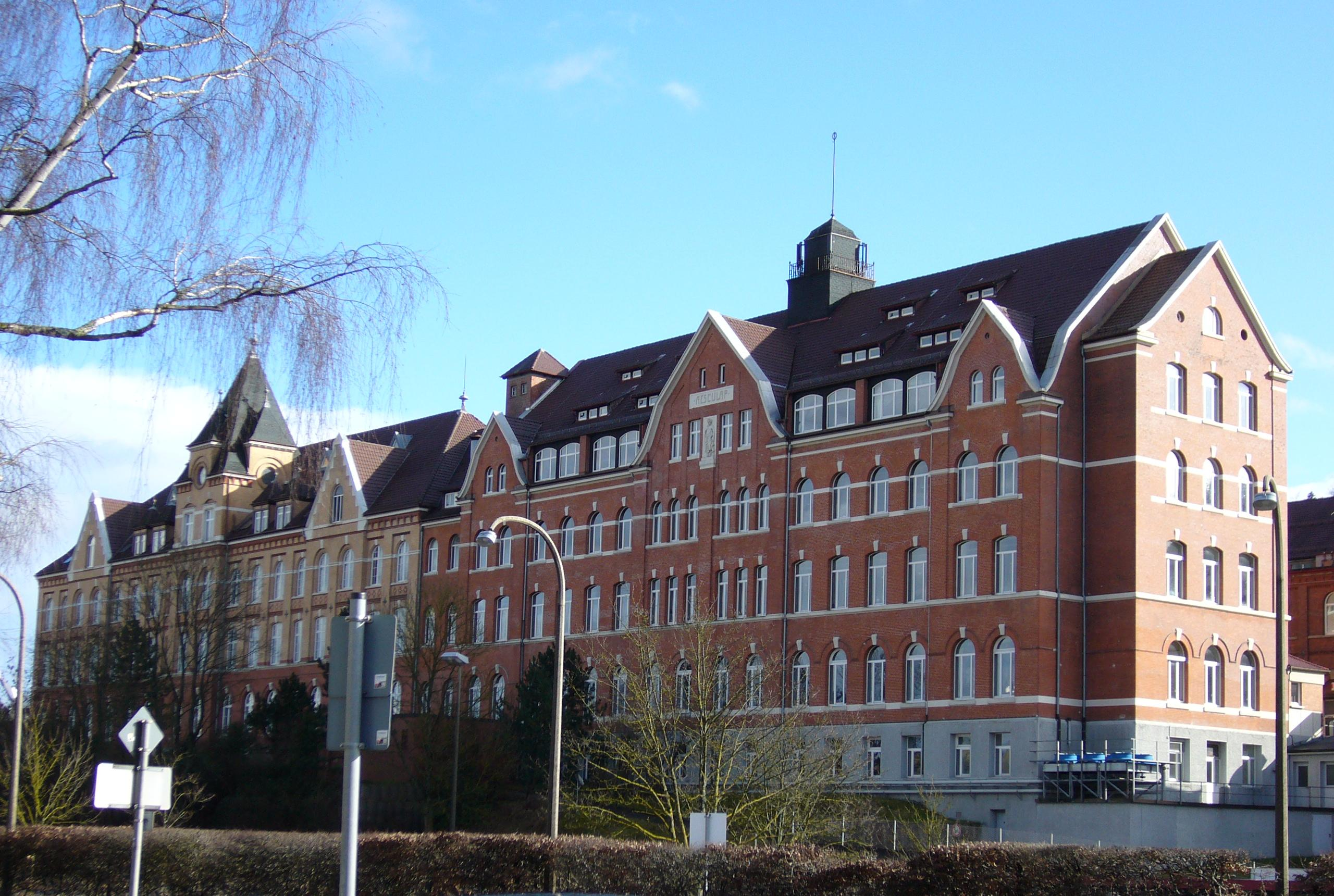
Firmengebäude am Bahnhof Tuttlingen

1867 richtete Gottfried Jetter eine Werkstatt in Tuttlingen ein, begann mit der Herstellung chirurgischer Instrumente und legte damit den Grundstein für das heutige Unternehmen AESCULAP. 1873 stellte Jetter mit anderen Tuttlinger Messerschmieden seine Produkte auf der Wiener Weltausstellung aus. Bis 1878 stieg die Belegschaft auf 120 Mitarbeiter.

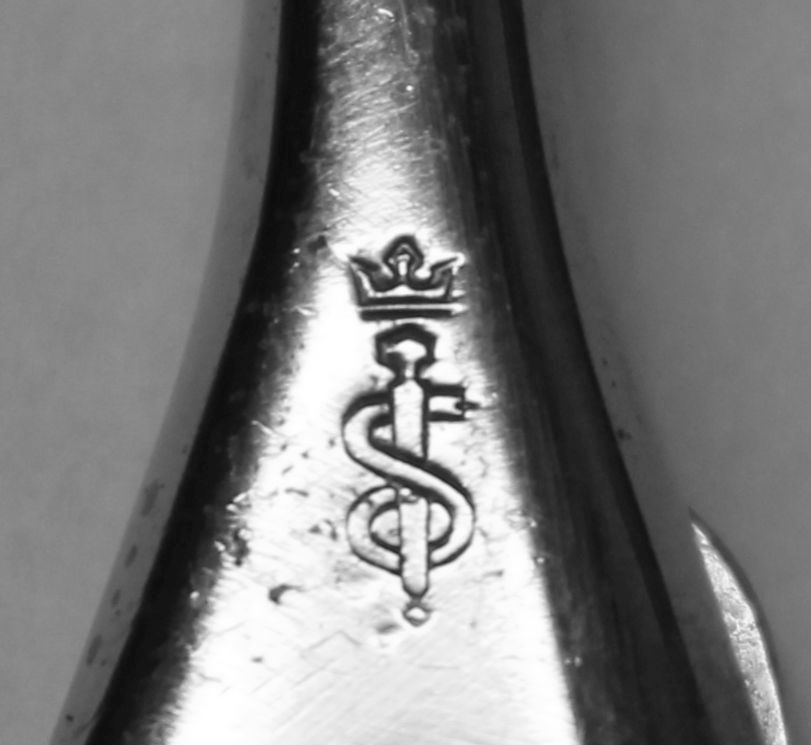
AESCULAP-Logo auf einem chirurgischen Instrument

1887 machte Jetter seine beiden Schwager Wilhelm und Karl Christian Scheerer zu gleichberechtigten Teilhabern. Die Firma hieß nun Jetter & Scheerer. 1889 wurde in Berlin die erste Filiale eröffnet, gleichzeitig wurde der Schlangenstab mit Krone als Warenzeichen eingetragen. 1893 wurde die Zweigniederlassung in New York City gegründet. Die Umwandlung der Firma in Aktiengesellschaft für Feinmechanik vormals Jetter & Scheerer wurde 1895 vollzogen. Im selben Jahr wurde die Eröffnung einer Vertretung in London gegründet. Von 1898 bis 1899 wurde die bis heute existierende neue Fabrik am westlichen Stadtrand Tuttlingens gebaut. 1899 wurde der Markenname AESCULAP angemeldet. 1914 betrug der Versandumsatz 5,3 Mio. Mark. 1.751 Mitarbeiter waren beschäftigt.

### 1914 bis 1946
Während des Ersten Weltkriegs wurde die Produktion teilweise auf Kriegsmaterial umgestellt. Durch Einberufungen ging die Belegschaft auf rund 1.000 zurück. Trotzdem wurde 1915 das Werksareal für das 50-jährige Bestehen von 1917 ausgebaut. In dieser Zeit war Ferdinand Sauerbruch häufiger zu Gast, welcher während seines Aufenthalts im Lazarett in Singen (Hohentwiel) an der Entwicklung von Handprothesen arbeitete.
1923 fand ein weiterer Ausbau des Werksareals mit Bau von Werkswohnungen und einem Gleisanschluss statt. 1929 erreichte die Expansionsphase mit 7,6 Mio. Mark Versandumsatz, 1.800 Mitarbeitern und einer Exportquote von 73,14 % ihren Höhepunkt. Aufgrund der Weltwirtschaftskrise sank die Mitarbeiterzahl bis 1932 auf ca. 1.100 und es wurde nur noch an zwei Tagen in der Woche gearbeitet. Ab 1939 wurde der Umsatz nach dieser Depression durch deutsche Militäraufträge gesteigert. Neben chirurgischen Instrumenten für das Sanitätswesen produzierte Aesculap auch Teile und Baugruppen für die Waffenindustrie, wie z. B. Bordwaffenteile, Motorenteile oder Bajonette. Von 1945 bis 1946 war das Werk durch französische Truppen besetzt.

### 1946 bis 1999

Altes Logo

Das Unternehmen stellte nach dem Krieg unter anderem Instrumente, Sterilisatoren und Spritzen her und rang in den 1950er Jahren ums Überleben. Erst weit in den 1960er Jahren erholte sich das Unternehmen wieder von den Einschnitten des Zweiten Weltkriegs, erst in den 1970er Jahren wurde von den Hauptgebäuden der Kriegs-Tarnanstrich entfernt. 1969 wurde die Tuttlinger „Aktiengesellschaft für Feinmechanik vormals Jetter & Scheerer“ in „AESCULAP-Werke Aktiengesellschaft vormals Jetter & Scheerer“ umfirmiert. Als Reaktion auf Billigprodukte aus Pakistan eröffnete Aesculap 1973 eine Produktionsstätte in Penang, Malaysia. Dort arbeiten 179 Mitarbeiter. Der Umsatz stieg so um 18,2 % auf 87,9 Mio. DM. 1976 wurde B. Braun Melsungen AG Mehrheitsaktionär. Ein Jahr später wurde die AESCULAP Instruments Corp. in South San Francisco gegründet. 1983 wurde Michael Ungethüm, bisheriger Forschungsvorstand von Aesculap, zum Vorstandsvorsitzenden ernannt, der maßgeblich an der Modernisierung des Unternehmens mitwirkte.
Nach der Gründung 1986 der AESCULAP Japan Co. Ltd. in Tokio hatte der Konzern 2.676 Beschäftigte.
In den folgenden Jahren wuchs der Konzern weiter: Meditec, eine Laser-Firma, zwei Chirurgie-Hersteller in England und CHIFA – ein polnischer Hersteller medizinischer Instrumente kamen hinzu. Die Firma hieß nun AESCULAP AG.
1994 wurde der Anteilsbesitz der B. Braun Melsungen AG auf deren 100%ige Tochtergesellschaft B. Braun Surgical GmbH (BBS), Melsungen, übertragen. Drei Jahre später wurde die ehemalige Aesculap AG durch Eintragung im Handelsregister Tuttlingen am 17. März 1997 formwechselnd in die AESCULAP AG & CO. KG umgewandelt.

### 1999 bis heute
Der Anteilsbesitz der B. Braun Surgical GmbH wurde auf rund 99,5 % gesteigert, womit eine komplette Einbindung von Aesculap in B. Braun stattfand. Im Jahr 2001 eröffnete das Unternehmen in Tuttlingen die sogenannte Benchmark Factory. Im Jahre 2008 wurde die Eintragung im Handelsregister Stuttgart formwechselnd in die AESCULAP AG umgewandelt. Im Jahr 2009 gab Michael Ungethüm sein Amt an seinen Nachfolger Hanns-Peter Knaebel ab. 2015 weihte der damalige Bundesgesundheitsminister Hermann Gröhe das bisher größte Investitionsprojekt der Unternehmensgeschichte – die Innovation Factory – ein. Am 12. April 2017 veröffentlichte die B. Braun Melsungen AG eine Pressemitteilung, dass Knaebel seine Ämter im Vorstand der B. Braun Melsungen AG und der Aesculap AG aus persönlichen Gründen niedergelegt habe. Der Vorsitz des Vorstandes der Aesculap AG wurde an Joachim Schulz übergeben. Jens von Lackum war in der Folge seit Juli 2018 stellvertretender Vorstandsvorsitzender. Zudem komplettierte von 2018 bis 2022 Katrin Sternberg als stellvertretendes Mitglied für das Ressort Forschung & Entwicklung den Vorstand der Aesculap AG. Jens von Lackum übernahm am 1. April 2022 den Aesculap-Vorstandsvorsitz von Joachim Schulz, der in den Ruhestand eintrat. Seit dem 1. Juli 2022 besteht der Vorstand der Aesculap AG aus Jens von Lackum, Holger Reinecke und Andreas Hahn.

## Arbeitnehmer
2016 einigten sich Unternehmensführung, die Gewerkschaft IG Metall und der Betriebsrat auf einen Zusatztarifvertrag zur Arbeitszeit. Seitdem sind für die Beschäftigten flexiblere Arbeitszeiten möglich. Zum einen können Industriearbeiter von einer Regelung Gebrauch machen, die im öffentlichen Dienst seit Jahrzehnten Praxis ist: sie können eine Auszeit (Sonderurlaub) nehmen. Auch können sie nun ihre Arbeitszeit zwischen 30 und 40 Wochenstunden anpassen. Im Gegenzug ließ sich das Unternehmen zusichern, dass Überstunden als sogenannte „Standortsicherungsstunden“ nicht entlohnt werden. 2016 waren dies durchschnittlich 120 Stunden pro Jahr pro Vollzeitstelle. Die Zeitung Kontext errechnete, dass Aesculap durch diese Regelung (auf Basis des eher niedrigen Durchschnittslohns von 3.300 Euro brutto) jährlich rund 7,2 Millionen Euro spart.